# Agrostis hegetschweileri
Agrostis hegetschweileri är en gräsart som beskrevs av Christian Georg Brügger. Agrostis hegetschweileri ingår i släktet ven, och familjen gräs. Inga underarter finns listade i Catalogue of Life.